# Hounslow Central (London Underground)

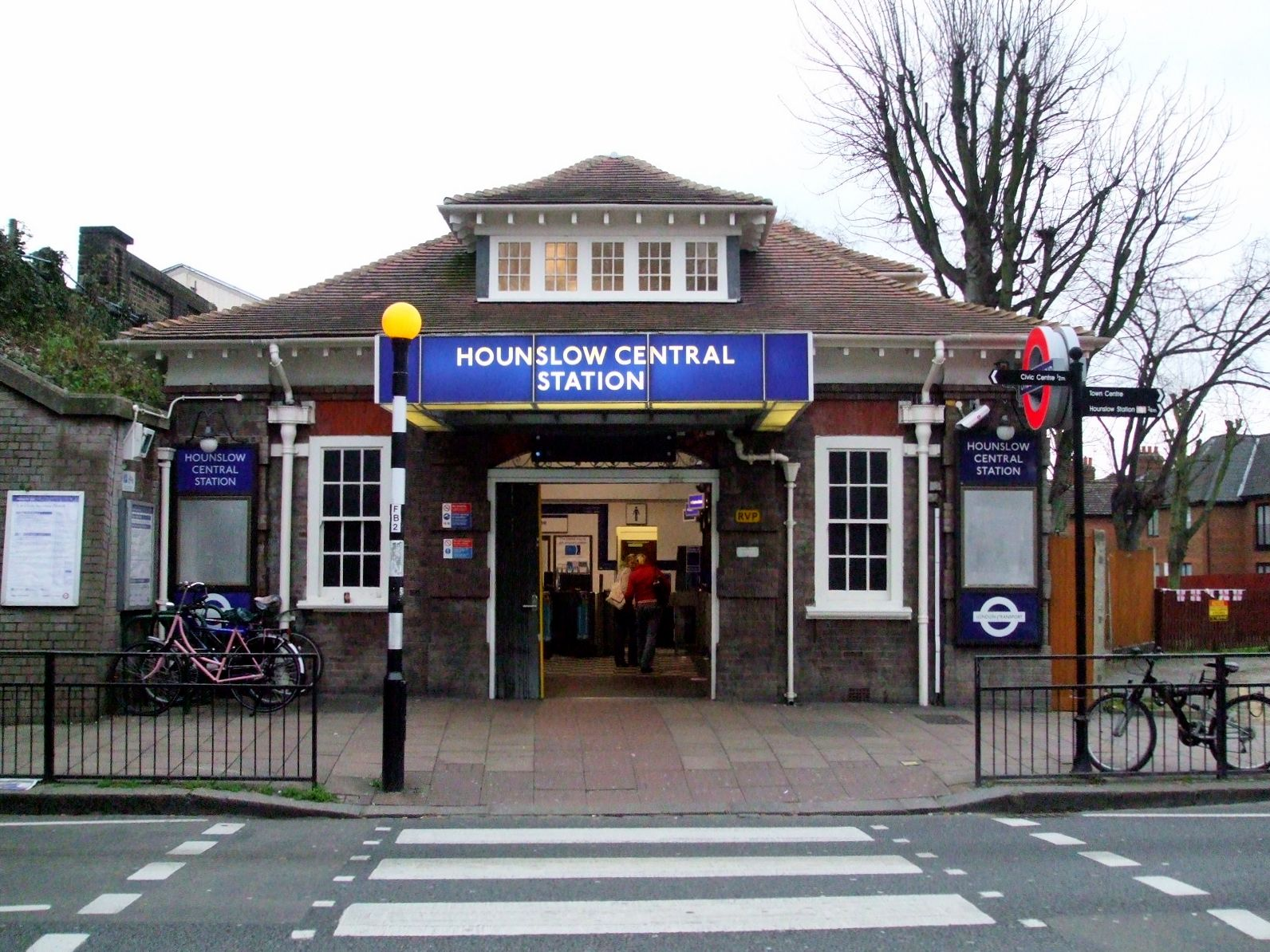
Stationsgebäude

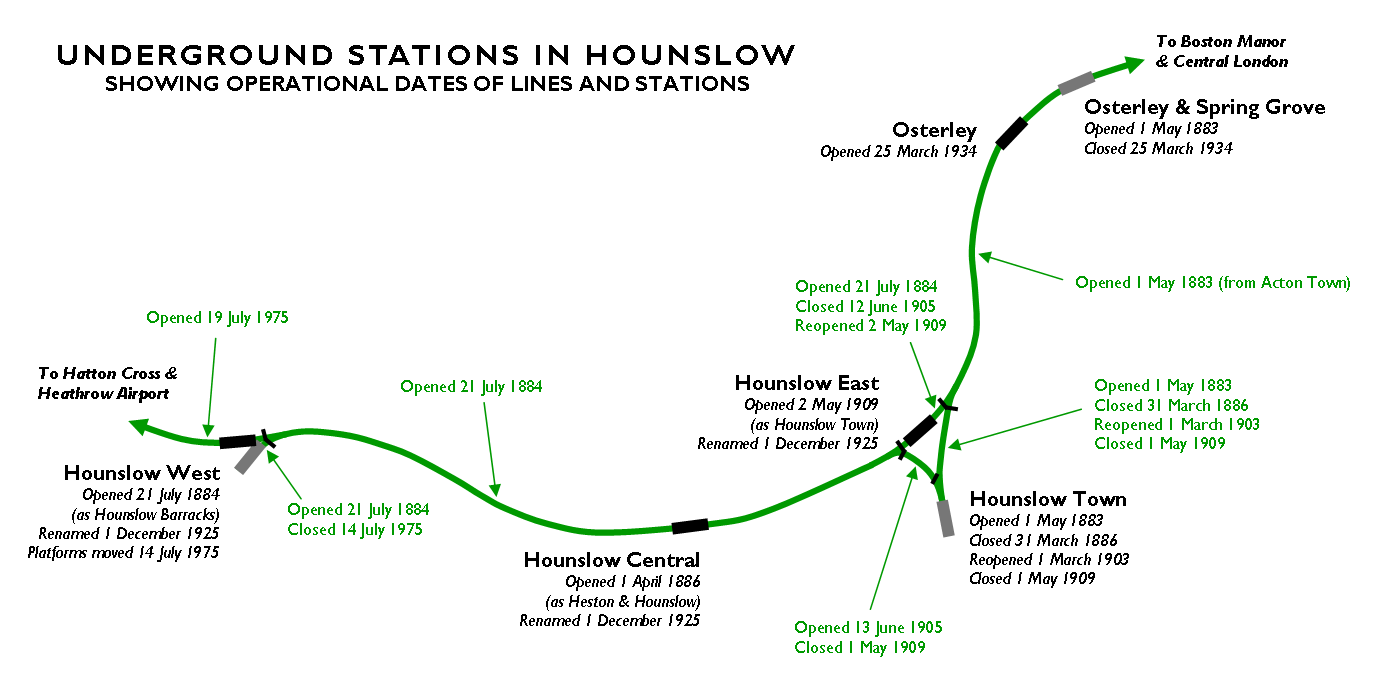
U-Bahn-Stationen in Hounslow

Hounslow Central ist eine oberirdische Station der London Underground im Stadtbezirk London Borough of Hounslow. Sie liegt in der Travelcard-Tarifzone 4 an der Lampton Road. Im Jahr 2013 nutzten 3,93 Millionen Fahrgäste diese von der Piccadilly Line bediente Station.
Bereits am 21. Juli 1884 hatte die Metropolitan District Railway (MDR; Vorgängergesellschaft der District Line) die Strecke in Richtung Hounslow Barracks (heute Hounslow West) eröffnet. Die Station Heston-Hounslow folgte jedoch erst am 1. April 1886, bis dahin fuhren die Züge hier ohne Halt durch. Die Elektrifizierung der Strecke war am 13. Juni 1905 abgeschlossen. Am 19. Dezember 1912 erfolgte die Einweihung eines neuen Stationsgebäudes und am 1. Dezember 1925 erhielt die Station ihren heutigen Namen. Züge der Piccadilly Line hielten erstmals am 13. März 1933. Seit dem 9. Oktober 1964 ist sie die einzige Linie auf dem Abschnitt westlich von Acton Town, da die District Line verkürzt wurde.
In und um die Station wurden im Jahr 2002 einige Szenen des Films Kick It Like Beckham gedreht.